# 步態 (人類)

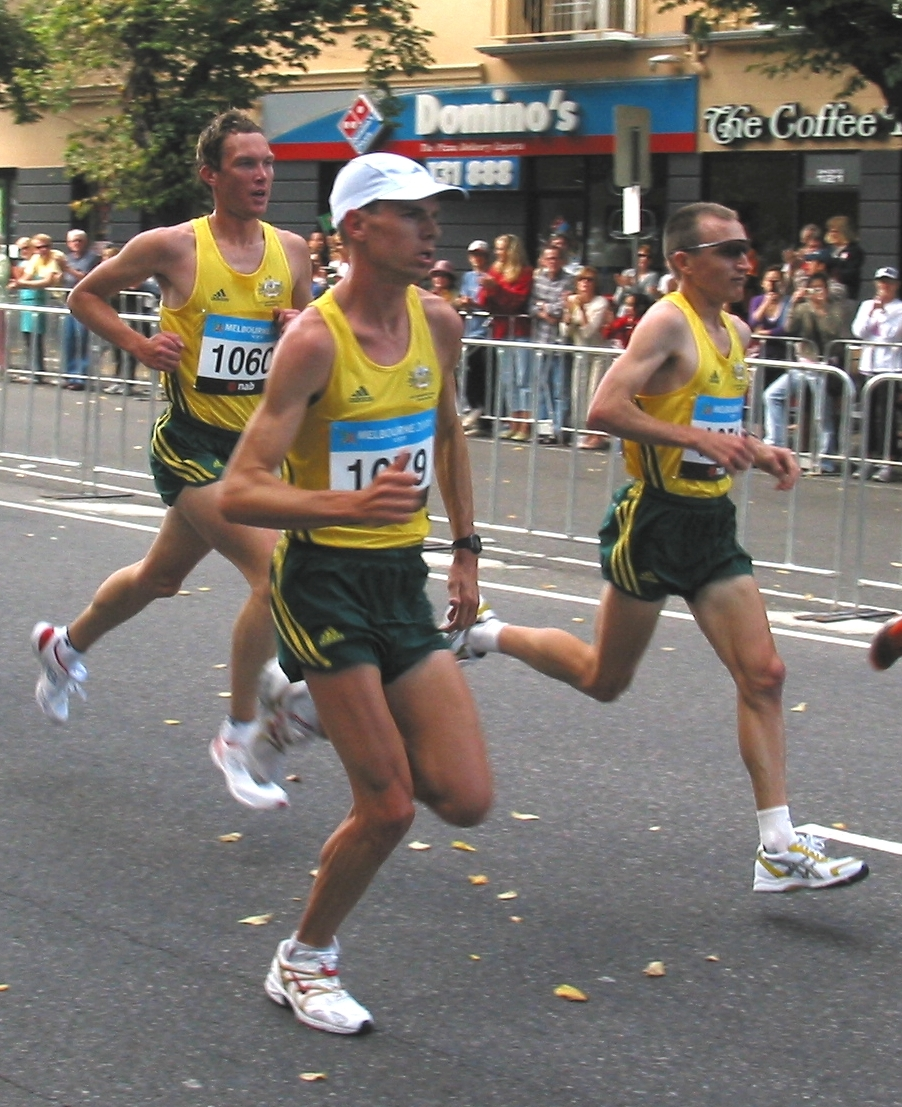
步態

步态是指人通過肢体向前运动時所涉及的各種方式（姿勢），而且方式多種多樣。 步态中的一些方式可以自然學會，例如爬行、步行、跳躍。 有一些步態是需要後天訓練才能學會，例如競走時的走路姿勢。 還有當人身體出現問題時，步態也會出現異常，例如跛行就是如此。 